# Élections municipales de 2017 dans Le Haut-Saint-François
Pour un article plus général, voir Élections municipales de 2017 en Estrie.
Cet article concerne les élections municipales de 2017 en Estrie dans la municipalité régionale de comté de Le Haut-Saint-François.

## Ascot Corner
| Candidats pour la mairie   | Vote            | %               |
| -------------------------- | --------------- | --------------- |
| Nathalie Bresse (Sortante) | Sans opposition | Sans opposition |

| Candidats conseiller #1 | Vote            | %               |
| ----------------------- | --------------- | --------------- |
| Gina Castelli           | Sans opposition | Sans opposition |

| Candidats conseiller #2 | Vote            | %               |
| ----------------------- | --------------- | --------------- |
| Éric Mageau (Sortant)   | Sans opposition | Sans opposition |

| Candidats conseiller #3  | Vote            | %               |
| ------------------------ | --------------- | --------------- |
| René R. Rivard (Sortant) | Sans opposition | Sans opposition |

| Candidats conseiller #4 | Vote            | %               |
| ----------------------- | --------------- | --------------- |
| France Martel (Sortant) | Sans opposition | Sans opposition |

| Candidats conseiller #5 | Vote            | %               |
| ----------------------- | --------------- | --------------- |
| Chantal Lambert         | Sans opposition | Sans opposition |

| Candidats conseiller #6 | Vote | %     |
| ----------------------- | ---- | ----- |
| Jean-Pierre Beaudoin    | 233  | 56,83 |
| Éric Tremblay           | 177  | 43,17 |

## Bury
| Candidats pour la mairie   | Vote            | %               |
| -------------------------- | --------------- | --------------- |
| Walter Dougherty (Sortant) | Sans opposition | Sans opposition |

| Candidats conseiller #1    | Vote | %     |
| -------------------------- | ---- | ----- |
| Daniel Fréchette (Sortant) | 174  | 75,98 |
| Serge Lemay                | 55   | 24,02 |

| Candidats conseiller #2     | Vote            | %               |
| --------------------------- | --------------- | --------------- |
| Marilyn Matheson (Sortante) | Sans opposition | Sans opposition |

| Candidats conseiller #3 | Vote | %     |
| ----------------------- | ---- | ----- |
| Sabrina Patry-McComb    | 133  | 57,83 |
| Denis Savage            | 97   | 42,17 |

| Candidats conseiller #4                    | Vote            | %               |
| ------------------------------------------ | --------------- | --------------- |
| Alain Villemure (Sortant d'un autre poste) | Sans opposition | Sans opposition |

| Candidats conseiller #5 | Vote            | %               |
| ----------------------- | --------------- | --------------- |
| Delma Fisher (Sortante) | Sans opposition | Sans opposition |

| Candidats conseiller #6 | Vote            | %               |
| ----------------------- | --------------- | --------------- |
| Corey Strapps           | Sans opposition | Sans opposition |

## Chartierville
| Candidats pour la mairie       | Vote | %     |
| ------------------------------ | ---- | ----- |
| Denis Dion (Sortant)           | 118  | 63,44 |
| Carole Denis                   | 68   | 36,56 |
| Taux de participation : 63,7 % |      |       |

| Candidats conseiller #1 | Vote            | %               |
| ----------------------- | --------------- | --------------- |
| Édith Giard             | Sans opposition | Sans opposition |

| Candidats conseiller #2    | Vote            | %               |
| -------------------------- | --------------- | --------------- |
| Simon Lafrenière (Sortant) | Sans opposition | Sans opposition |

| Candidats conseiller #3      | Vote            | %               |
| ---------------------------- | --------------- | --------------- |
| Nathalie Guesneau (Sortante) | Sans opposition | Sans opposition |

| Candidats conseiller #4 | Vote            | %               |
| ----------------------- | --------------- | --------------- |
| Guy Gilbert (Sortant)   | Sans opposition | Sans opposition |

| Candidats conseiller #5  | Vote            | %               |
| ------------------------ | --------------- | --------------- |
| Claude Sévigny (Sortant) | Sans opposition | Sans opposition |

| Candidats conseiller #6    | Vote            | %               |
| -------------------------- | --------------- | --------------- |
| Vanessa Faucher (Sortante) | Sans opposition | Sans opposition |

## Cookshire-Eaton
| Candidats pour la mairie                    | Vote | %     |
| ------------------------------------------- | ---- | ----- |
| Sylvie Lapointe (Sortante d'un autre poste) | 806  | 43,24 |
| Marc Turcotte                               | 686  | 36,80 |
| Yvon Roy (Sortant d'un autre poste)         | 372  | 19,96 |
| Taux de participation : 45,8 %              |      |       |

| Candidats district #1 | Vote            | %               |
| --------------------- | --------------- | --------------- |
| Louise Gosselin       | Sans opposition | Sans opposition |

| Candidats district #2   | Vote | %     |
| ----------------------- | ---- | ----- |
| Mario Gendron           | 195  | 56,69 |
| Yvan Tremblay (Sortant) | 149  | 43,31 |

| Candidats district #3    | Vote | %     |
| ------------------------ | ---- | ----- |
| Roger Thibault (Sortant) | 215  | 60,56 |
| Alain Coulombe           | 140  | 39,44 |

| Candidats district #4 | Vote            | %               |
| --------------------- | --------------- | --------------- |
| Marcel Charpentier    | Sans opposition | Sans opposition |

| Candidats district #5   | Vote | %     |
| ----------------------- | ---- | ----- |
| Pete Lachance (Sortant) | 131  | 42,12 |
| Michael Coleman         | 92   | 29,58 |
| Danielle Tremblay       | 88   | 28,30 |

| Candidats district #6 | Vote | %     |
| --------------------- | ---- | ----- |
| Michel Mercier        | 213  | 57,57 |
| Ghyslain Chauveau     | 157  | 42,43 |

## Dudswell
| Candidats pour la mairie                 | Vote | %     |
| ---------------------------------------- | ---- | ----- |
| Mariane Paré (Sortante d'un autre poste) | 398  | 49,50 |
| Daniel Lemieux                           | 176  | 21,89 |
| Richard Roberge                          | 168  | 20,90 |
| Michel Blanchard                         | 41   | 5,10  |
| Sylvain Lafond                           | 21   | 2,61  |
| Taux de participation : 55,1 %           |      |       |

| Candidats conseiller #1 | Vote | %     |
| ----------------------- | ---- | ----- |
| Alain Dodier            | 425  | 52,93 |
| Serge Lemieux (Sortant) | 222  | 27,65 |
| Martine Charest         | 156  | 19,43 |

| Candidats conseiller #2          | Vote | %     |
| -------------------------------- | ---- | ----- |
| Véronick Beaumont                | 507  | 64,10 |
| Jean-Maurice Deschenes (Sortant) | 284  | 35,90 |

| Candidats conseiller #3     | Vote | %     |
| --------------------------- | ---- | ----- |
| Michel Gagné                | 547  | 69,15 |
| Micheline Breton (Sortante) | 244  | 30,85 |

| Candidats conseiller #4 | Vote | %     |
| ----------------------- | ---- | ----- |
| Majolaine Larocque      | 529  | 66,71 |
| Louise Corbeil          | 264  | 33,29 |

| Candidats conseiller #5    | Vote | %     |
| -------------------------- | ---- | ----- |
| Réjean Cloutier            | 398  | 50,13 |
| Chantal Laroche (Sortante) | 396  | 49,87 |

| Candidats conseiller #6 | Vote | %     |
| ----------------------- | ---- | ----- |
| Isabelle Bibeau         | 614  | 77,14 |
| François Corriveau      | 182  | 22,86 |

## East Angus
| Candidats pour la mairie       | Vote  | %     |
| ------------------------------ | ----- | ----- |
| Lyne Boulanger (Sortante)      | 1 010 | 74,65 |
| Martine Dugal                  | 343   | 25,35 |
| Taux de participation : 46,6 % |       |       |

| Candidats conseiller #1 | Vote  | %     |
| ----------------------- | ----- | ----- |
| Michel Champigny        | 1 049 | 78,23 |
| Karine Couture          | 292   | 21,77 |

| Candidats conseiller #2 | Vote            | %               |
| ----------------------- | --------------- | --------------- |
| Meagan Reid (Sortant)   | Sans opposition | Sans opposition |

| Candidats conseiller #3 | Vote | %     |
| ----------------------- | ---- | ----- |
| Dany Langlois (Sortant) | 971  | 73,62 |
| Hélène Pilon            | 348  | 26,38 |

| Candidats conseiller #4 | Vote            | %               |
| ----------------------- | --------------- | --------------- |
| Antoni Dumont           | Sans opposition | Sans opposition |

| Candidats conseiller #5   | Vote | %     |
| ------------------------- | ---- | ----- |
| Denis Gilbert             | 750  | 56,43 |
| Nicolas Lagueux (Sortant) | 579  | 43,57 |

| Candidats conseiller #6                    | Vote | %     |
| ------------------------------------------ | ---- | ----- |
| Nicole Bernier (Sortante d'un autre poste) | 733  | 54,46 |
| Véronique Bruneau                          | 391  | 29,05 |
| Stephen Gauley                             | 222  | 16,49 |

## Hampden
| Candidats pour la mairie   | Vote            | %               |
| -------------------------- | --------------- | --------------- |
| Bertrand Prévost (Sortant) | Sans opposition | Sans opposition |

| Candidats conseiller #1  | Vote            | %               |
| ------------------------ | --------------- | --------------- |
| Pascal Prévost (Sortant) | Sans opposition | Sans opposition |

| Candidats conseiller #2 | Vote            | %               |
| ----------------------- | --------------- | --------------- |
| Lisa Irving (Sortante)  | Sans opposition | Sans opposition |

| Candidats conseiller #3  | Vote            | %               |
| ------------------------ | --------------- | --------------- |
| Monique Christine Scholz | Sans opposition | Sans opposition |

| Candidats conseiller #4 | Vote            | %               |
| ----------------------- | --------------- | --------------- |
| Sylvie Caron (Sortante) | Sans opposition | Sans opposition |

| Candidats conseiller #5     | Vote            | %               |
| --------------------------- | --------------- | --------------- |
| Chantal Langlois (Sortante) | Sans opposition | Sans opposition |

| Candidats conseiller #6    | Vote            | %               |
| -------------------------- | --------------- | --------------- |
| Valérie Prévost (Sortante) | Sans opposition | Sans opposition |

## La Patrie
| Candidats pour la mairie       | Vote | %     |
| ------------------------------ | ---- | ----- |
| Johanne Delage                 | 274  | 63,72 |
| Léo Blais                      | 156  | 36,28 |
| Taux de participation : 65,9 % |      |       |

| Candidats conseiller #1 | Vote            | %               |
| ----------------------- | --------------- | --------------- |
| Richard Blais (Sortant) | Sans opposition | Sans opposition |

| Candidats conseiller #2 | Vote            | %               |
| ----------------------- | --------------- | --------------- |
| Denise Pinard           | Sans opposition | Sans opposition |

| Candidats conseiller #3 | Vote | %     |
| ----------------------- | ---- | ----- |
| Nathalie Pilon          | 285  | 68,84 |
| Nicolle Goudreau        | 129  | 31,16 |

| Candidats conseiller #4 | Vote            | %               |
| ----------------------- | --------------- | --------------- |
| Jean-Pierre Comtois     | Sans opposition | Sans opposition |

| Candidats conseiller #5 | Vote | %     |
| ----------------------- | ---- | ----- |
| Philippe Delage         | 293  | 70,10 |
| Paul Olsen              | 125  | 29,90 |

| Candidats conseiller #6 | Vote            | %               |
| ----------------------- | --------------- | --------------- |
| Chantal Prévost         | Sans opposition | Sans opposition |

## Lingwick
Aucun candidat à la mairie,
- Élection par acclamation de l'ancienne mairesse Céline Gagné au poste de mairesse[3].

| Candidats pour la mairie | Vote            | %               |
| ------------------------ | --------------- | --------------- |
| Céline Gagné             | Sans opposition | Sans opposition |

| Candidats conseiller #1  | Vote            | %               |
| ------------------------ | --------------- | --------------- |
| Martin Loubier (Sortant) | Sans opposition | Sans opposition |

| Candidats conseiller #2 | Vote            | %               |
| ----------------------- | --------------- | --------------- |
| Guy Lapointe (Sortant)  | Sans opposition | Sans opposition |

| Candidats conseiller #3 | Vote            | %               |
| ----------------------- | --------------- | --------------- |
| Daniel Aubut            | Sans opposition | Sans opposition |

| Candidats conseiller #4 | Vote            | %               |
| ----------------------- | --------------- | --------------- |
| Nelly Marais            | Sans opposition | Sans opposition |

| Candidats conseiller #5 | Vote            | %               |
| ----------------------- | --------------- | --------------- |
| Sébastien Alix          | Sans opposition | Sans opposition |

| Candidats conseiller #6  | Vote            | %               |
| ------------------------ | --------------- | --------------- |
| Jonathan Audet (Sortant) | Sans opposition | Sans opposition |

## Newport
| Candidats pour la mairie       | Vote | %     |
| ------------------------------ | ---- | ----- |
| Lionel Roy (Sortant)           | 265  | 85,76 |
| Thérèse Ménard-Théroux         | 44   | 14,24 |
| Taux de participation : 47,1 % |      |       |

| Candidats conseiller #1  | Vote            | %               |
| ------------------------ | --------------- | --------------- |
| Germain Boutin (Sortant) | Sans opposition | Sans opposition |

| Candidats conseiller #2             | Vote            | %               |
| ----------------------------------- | --------------- | --------------- |
| Anne Marie Yeates Dubeau (Sortante) | Sans opposition | Sans opposition |

| Candidats conseiller #3        | Vote            | %               |
| ------------------------------ | --------------- | --------------- |
| Jacqueline Désindes (Sortante) | Sans opposition | Sans opposition |

| Candidats conseiller #4  | Vote            | %               |
| ------------------------ | --------------- | --------------- |
| Jeffrey Bowker (Sortant) | Sans opposition | Sans opposition |

| Candidats conseiller #5    | Vote            | %               |
| -------------------------- | --------------- | --------------- |
| Timothy Morrison (Sortant) | Sans opposition | Sans opposition |

| Candidats conseiller #6 | Vote            | %               |
| ----------------------- | --------------- | --------------- |
| Martha Lévesque         | Sans opposition | Sans opposition |

## Saint-Isidore-de-Clifton
| Candidats pour la mairie | Vote            | %               |
| ------------------------ | --------------- | --------------- |
| Yann Vallières (Sortant) | Sans opposition | Sans opposition |

| Candidats conseiller #1 | Vote            | %               |
| ----------------------- | --------------- | --------------- |
| Marc Bégin (Sortant)    | Sans opposition | Sans opposition |

| Candidats conseiller #2   | Vote            | %               |
| ------------------------- | --------------- | --------------- |
| Audrey Turgeon (Sortante) | Sans opposition | Sans opposition |

| Candidats conseiller #3 | Vote            | %               |
| ----------------------- | --------------- | --------------- |
| Perry Bell (Sortant)    | Sans opposition | Sans opposition |

| Candidats conseiller #4 | Vote            | %               |
| ----------------------- | --------------- | --------------- |
| Lee Brazel (Sortant)    | Sans opposition | Sans opposition |

| Candidats conseiller #5 | Vote            | %               |
| ----------------------- | --------------- | --------------- |
| Yves Bond               | Sans opposition | Sans opposition |

| Candidats conseiller #6 | Vote            | %               |
| ----------------------- | --------------- | --------------- |
| Pierre Blouin (Sortant) | Sans opposition | Sans opposition |

## Scotstown
| Candidats pour la mairie | Vote            | %               |
| ------------------------ | --------------- | --------------- |
| Dominique Boisvert       | Sans opposition | Sans opposition |

| Candidats conseiller #1 | Vote            | %               |
| ----------------------- | --------------- | --------------- |
| Iain MacAuley (Sortant) | Sans opposition | Sans opposition |

| Candidats conseiller #2 | Vote            | %               |
| ----------------------- | --------------- | --------------- |
| Noelle Hayes            | Sans opposition | Sans opposition |

| Candidats conseiller #3 | Vote            | %               |
| ----------------------- | --------------- | --------------- |
| Sylvie Dubé             | Sans opposition | Sans opposition |

| Candidats conseiller #4          | Vote            | %               |
| -------------------------------- | --------------- | --------------- |
| Marie-Olivier Désilets (Sortant) | Sans opposition | Sans opposition |

| Candidats conseiller #5 | Vote            | %               |
| ----------------------- | --------------- | --------------- |
| Martin Valcourt         | Sans opposition | Sans opposition |

| Candidats conseiller #6 | Vote | %     |
| ----------------------- | ---- | ----- |
| Gilles Valcourt         | 111  | 67,68 |
| Nelson Bernier          | 53   | 32,32 |

## Weedon
| Richard Tanguay (Sortant)                | 614 | 56,85 |
| Éric Decubber (Sortant d'un autre poste) | 450 | 41,67 |
| Diane Jalbert                            | 19  | 1,48  |
| Taux de participation : 49,6 %           |     |       |

| Candidats district #1 | Vote | %     |
| --------------------- | ---- | ----- |
| Pierre Bergeron       | 158  | 89,27 |
| Mario Picard          | 19   | 10,73 |

| Candidats district #2 | Vote | %     |
| --------------------- | ---- | ----- |
| Daniel Sabourin       | 154  | 73,68 |
| Hélène Bouffard       | 55   | 26,32 |

| Candidats district #3                      | Vote | %     |
| ------------------------------------------ | ---- | ----- |
| Joanne Leblanc (Sortante d'un autre poste) | 101  | 58,05 |
| Renée Montgrain                            | 73   | 41,95 |

| Candidats district #4                     | Vote            | %               |
| ----------------------------------------- | --------------- | --------------- |
| Daniel Groleau (Sortant d'un autre poste) | Sans opposition | Sans opposition |

| Candidats district #5      | Vote            | %               |
| -------------------------- | --------------- | --------------- |
| Maylis Toulouse (Sortante) | Sans opposition | Sans opposition |

| Candidats district #6   | Vote            | %               |
| ----------------------- | --------------- | --------------- |
| Denis Rondeau (Sortant) | Sans opposition | Sans opposition |

## Westbury
| Gray Forster (Sortant d'un autre poste) | 279 | 61,59 |
| Kenneth Coates (Sortant)                | 174 | 38,41 |
| Taux de participation : 53,3 %          |     |       |

| Candidats conseiller #1  | Vote            | %               |
| ------------------------ | --------------- | --------------- |
| Marcel Gendron (Sortant) | Sans opposition | Sans opposition |

| Candidats conseiller #2 | Vote            | %               |
| ----------------------- | --------------- | --------------- |
| Réjean Vachon (Sortant) | Sans opposition | Sans opposition |

| Candidats conseiller #3    | Vote            | %               |
| -------------------------- | --------------- | --------------- |
| Doris Martineau (Sortante) | Sans opposition | Sans opposition |

| Candidats conseiller #4 | Vote            | %               |
| ----------------------- | --------------- | --------------- |
| Jean Martel             | Sans opposition | Sans opposition |

| Candidats conseiller #5 | Vote | % |
| ----------------------- | ---- | - |
| Aucune candidature      |      |   |

| Candidats conseiller #6 | Vote | %     |
| ----------------------- | ---- | ----- |
| Pierre Reid             | 246  | 55,28 |
| Sylvain Hébert          | 199  | 44,72 |